# Buckland Brewer
Buckland Brewer – wieś w Anglii, w hrabstwie Devon, w dystrykcie Torridge. Leży 58 km na północny zachód od miasta Exeter i 291 km na zachód od Londynu. W 2001 miejscowość liczyła 777 mieszkańców.